# Драшко Албијанић
Драшко Албијанић (Требиње, 14. децембар 1986) је босанскохерцеговачки кошаркаш. Игра на позицији центра.

## Каријера
Албијанић кошарком је почео да се бави у Леотару из Требиња, у коме је прошао све млађе категорије и наступао до 2007. године. Од 2007. године па све до 2011. врло успешно је наступао за Слободу из Тузле. У другом делу сезоне 2010/11. је играо за Борац из Бања Луке. У сезони 2012/13. је играо у румунској екипи Асесофт Плоешти са којом је успео да освоји шампионску титулу, а за наредну сезону сели се у другу румунску екипу Питешти. Сезону 2013/14. почиње у Зрињском да би се за Суперлигу Србије прикључио екипи чачанског Борца. Затим игра за Кожув и Сутјеску да би у марту 2016. прешао у Игокеу. Са Игокеом је два пута био првак БиХ, а освојио је и један куп. У сезони 2017/18. је био играч Ловћена, а у наредној сезони је наступао за ОКК Спарс из Сарајева.
Са кошаркашком репрезентацијом БиХ је наступао на Европском првенству 2015. године.

## Успеси

### Клупски
- Асесофт Плоешти:
  - Првенство Румуније (1): 2011/12.
- Игокеа:
  - Првенство БиХ (2): 2015/16, 2016/17.
  - Куп БиХ (1): 2017.